# كاظمي الأول (اسماعيلية)
كاظمي الأول (بالفارسية: کاظمی یک) هي قرية وتقع في إيران في قسم إسماعيلية الريفي. يقدر عدد سكانها بـ 698 نسمة بحسب إحصاء 2016.